# تقابل دوتایی
تقابل دوتایی یا تقابل دوشقی (به انگلیسی: Binary opposition) از ارکان فلسفه دیکانستراکشن یا ساختارشکنی، و از مباحث انتقادی فلسفه مدرن است. با توجه به مباحث توصیفی، نظری، و انتقادی، تقابل دو تایی، به دوتایی‌های ناهمگون و مقابل هم، یا زوجی از اضداد تلقی می‌شود، که معمولاً در نظام‌نامه و سیستمی سلسله مراتبی که شامل رتبه‌بندی است قرار می‌گیرند. هنگامی که صحبت از رتبه‌بندی و ارجحیت گذاری به میان می‌آید، منظور و مفهوم به این نکته اشاره دارد، که همواره در مباحث نظری، به یکی از تقابل‌ها بر دیگری، برتری و رجحان داده شده‌است. مثال‌های متداول و ساده برای نشان دادن تقابل دوتایی، تقابل بین روشن و تیره، روز و شب، مذکر و مؤنث، ملفوظ و مکتوب، گفتار و نوشتار یا تقابل میان عقلانیت و عواطف است. به عنوان مثال در جایگاه تاریخی فلسفه، اندیشهٔ غرب همواره گفتار را بر نوشتار ارجح می‌داند و برای عقل جایگاهی والاتر از عاطفه قائل است. مثال دیگر تقابلِ بین سیاه و سفید است یا حتی سفید و غیر سفید. همگونی و تجانس بین شق‌های برتر در این مثال‌ها، بیانگر گرایشی تاریخی در اندیشه غربی از فلسفه باستان تاکنون می‌باشد که مکتب فلسفی ساختارشکنی یا دیکانستراکشن نقدهای جدی بر آن وارد کرده‌است. در این باب ساختارشکنان با نظر و آرا ساختار گرایان به مخالفت ایستاده‌اند و تقابل دوتایی را نه تنها سازنده و سازمان دهندهٔ بنیادین اندیشده بشر نمی‌دانند، بلکه آن را نوعی خط فکری مغرضانه و مبحث ساخته و خاص اندیشهٔ غربی می‌دانند. با این وجود آغاز بحث چیستی تقابل‌های دوتایی و مسئله به چالش کشیدن تقابل دوشقی‌ها با ارجاع به آرا فیلسوف فقید ژاک دریدا و واکاوی فلسفه وی که در آن به وضوح به مخالفت و انتقاد در مقابل این مبحث اشاره گردیده، و نظریه سبک دیکانستراکشن یا ساختارشکنی مقدور است.
ژاک دریدا را بنیانگذار سبک ساختارشکنی می‌دانند. ساختارشکنی شیوه‌ای از تحقیق است که بر پایه آن، نوشته‌ها سرشار از سردرگمی، چند پهلویی، چند مفهومی و تناقض است. و در خوانش یک متن، آرا، تفسیر و تأویل‌های متفاوتی از موضوع همان یک متن واحد را بیان می‌کند. به همین جهت ژاک دریدا، با بیان این روش، صداقت و معنای تک وجهی، حقیقی، مصرانه، و دائمی را از متن می‌گیرد، امکان خوانش‌های متفاوتی را به خواننده می‌دهد و در واقع با این نگرش بیان می‌کند که هر فرد مالک سلیقه و برداشتی متفاوت است. این مفهوم، در روزگار کنونی معاصر در همه رشته‌های هنر، معماری، علوم اجتماعی، زبان‌شناسی، علوم انسانی، و حتی علوم سیاسی، رخنه کرده‌است.با این اوصاف تقابل‌های دوتایی موضوع اساسی در مبحث فلسفه دریداست. به زعم وی تقابل‌های دوتایی همچون روز و شب، زشت و زیبا، ذهن و عین، بالا و پایین، گفتار و نوشتار همواره در فلسفه غرب مطرح بوده‌است و همواره یکی بر دیگری برتری داشته‌است. ولی او با بیان بحث چالش‌برانگیز ساختارشکنی و با ایستادگی در مقابل آرا ساختارگرایان که در حمایت از نظریه تقابل‌های دوتایی برخواسته بودند، اعلام کرد؛ که در آرا و اندیشه او هیچ ارجحیتی برای هیچ‌کدام از تقابل‌ها وجود ندارد. به زعم دریدا تقابل دوتایی از ارکان شکل‌گیری نظریهٔ انتقادی تبعیض نژادی، نظریه پسااستعماری، پست فمینیسم، و پست آنارشیسم است و مدعی این ادعاست که وجود این تقابل بین مرد و زن، متمدن و وحشی، و سفید و غیرسفید، به ساختارهای قدرت غربی که انسان سفیدپوست غربی و به اصطلاح «متمدن» را برتر می‌دانند، یا حقوق مدنی و مالی بالاتر و بیشتری برای مردان، در مقابل زنان قائم کرده‌است، دوام و مشروعیت بخشیده‌است.
نقد ساختارشکنانه نمی‌خواهد ترتیب‌های مطرح شده در تقابل‌های دوتایی را دستکاری کند، یا جانمایی، اولویت بندی، و اهمیت یکی از شق‌ها را با دیگری جابجا یا معکوس کند، بلکه در پی ساختارشکنی و غیرسیاسی توصیف کردن آن است. به این معنی که ذاتاً مخالف طرفداری از یک شق در مقابل شق دیگر است. کما اینکه در تقابل‌ها، از زمان افلاطون تاکنون همواره یکی بر دیگری برتری داشته‌است، اما دریدا با بیان فلسفه ساختارشکنی، پافشاری دارد که هیچ ارجحیتی وجود و متبین نیست. او این منطق سیاه و سفید، و مسئله یا این یا آن را رد و مردود می‌داند و برای بیان وضوح این گفتار در نقد تقابل‌های دوتایی، به این نکته اشاره می‌کند؛ که در فلسفه غرب همیشه گفتار بر نوشتار به دلیل حضور گوینده ارجحیت داشته‌است. اما معنای متن را گوینده تعیین نمی‌کند، بلکه شنونده یا خواننده متن است که با توجه به ذهنیت و تجربه خود این معنا را که می‌تواند متفاوت از منظور و غرض گوینده یا مؤلف باشد را مشخص کند؛ لذا لزوماً گفتار بر نوشتار ارجح نیست.